# Mémoires de la Société Royale et Centrale d'Agriculture, Sciences et Arts du Départmement du Nord
Mémoires de la Société Royale et Centrale d'Agriculture, Sciences et Arts du Départmement du Nord (abreviado Mém. Soc. Roy. Centr. Agric. Sci. Arts Dépt. Nord) fue una revista ilustrada con descripciones botánicas que fue editada en Francia. Se publicaron 12 volúmenes en los años 1829-1847.